# Gaudichaudia implexa
Gaudichaudia implexa är en tvåhjärtbladig växtart som beskrevs av S.L.Jessup. Gaudichaudia implexa ingår i släktet Gaudichaudia och familjen Malpighiaceae. Inga underarter finns listade i Catalogue of Life.